# K. R. Parthasarathy
K. R. Parthasarathy (Kalyanapuram Rangachari Parthasarathy, né le 25 juin 1936 à Chennai et mort le 14 juin 2023 à Delhi) est un mathématicien indien qui travaille en calcul stochastique. 

## Biographie
Parthasarathy a étudié au Ramakrishna Mission Vivekananda College à Chennai avec un baccalauréat en mathématiques et a obtenu son doctorat en 1962 sous la direction de  C. R.  Rao à l'Institut indien de statistique (ISI) à Calcutta (Some problems in ergodic theory and information theory) , en tant que premier doctorant à l'ISI. Il était alors l'un des quatre étudiants exceptionnels qui ont fait des recherches à l'ISI et ont ensuite été appelés les quatre célèbres (Famous Four) : les autres étant V. S. Varadarajan, R. Ranga Rao et S. R. Srinivasa Varadhan ). En 1962-63, il était chercheur postdoctoral à l'Institut de mathématiques Steklov de Moscou avec Andreï Kolmogorov, qui avait déjà séjourné en Inde. À Moscou, il a participé aux séminaires d'Israel Gelfand et d'Eugene Dynkin. À partir de 1964, il a été professeur de statistique à l'université de Sheffield, de 1968 à 1970 à l'université de Manchester et ensuite à l'université de Nottingham. De retour en Inde, il a d'abord été à l'université de Mumbai (Bombay) et à l'Institut indien de technologie de Delhi avant de rejoindre la nouvelle filiale de l'ISI à Delhi en 1976, où il a construit les statistiques mathématiques et y est resté jusqu'à sa retraite en 1996.

## Recherche
Avec Robin L. Hudson (né en 1940), il a développé à Manchester et Nottingham une version quantique du calcul d'Ito (Intégrale d'Itō) sous le nom de Quantum Stochastic Calculus Il a également travaillé, entre autres, sur la théorie de l'information, les théorèmes limites en statistique, les groupes de Lie et les mesures de probabilité sur ces groupes ainsi que le traitement mathématique de la mécanique quantique. 

## Prix et distinctions
En 1977, il a été lauréat du prix Shanti Swarup Bhatnagar de sciences et technologie.

## Publications (sélection)
- K. R. Parthasarathy, Probability measures on metric spaces., Academic Press, coll. « Probability and Mathematical Statistics » (no 3), 1967, xi+276 (MR 0226684).
- Robin Lyth Hudson (en) et K. R. Parthasarathy, « Quantum Ito's formula and stochastic evolutions », Communications in Mathematical Physics, vol. 93, no 3,‎ 1984, p. 301-323.
- (en) K. R. Parthasarathy, An introduction to quantum stochastic calculus, Basel/Boston, Birkhäuser Verlag, coll. « Monographs in Mathematics » (no 85), 1992, xii+290 (ISBN 3-7643-2697-2, MR 1164866, lire en ligne). — Réimpression, Birkhäuser/Springer, coll. « Modern Birkhäuser Classics » (no 85), 2012, xii+290 (ISBN 978-3-0348-0565-0 et 978-3-0348-0566-7, MR 3012668).
- K. R. Parthasarathy et Klaus Schmidt, Positive definite kernels, continuous tensor products, and central limit theorems in probability theory, Springer Verlag, coll. « Lecture Notes in Mathematics » (no 272), 1972.
- S. K. Mitra, J. K. Ghosh et K. R. Parthasarathy (éditeurs), Glimpses of India’s statistical heritage, Wiley, 1993.
- Rajendra Bhatia et K. R. Parthasarathy, Lectures on Functional Analysis, New Delhi, Macmillan, 2 volumes : 1978 et 1979.
- K. R. Parthasarathy, Introduction to probability and measure, New Delhi, Macmillan, 1977.